# Sa Casa Blanca

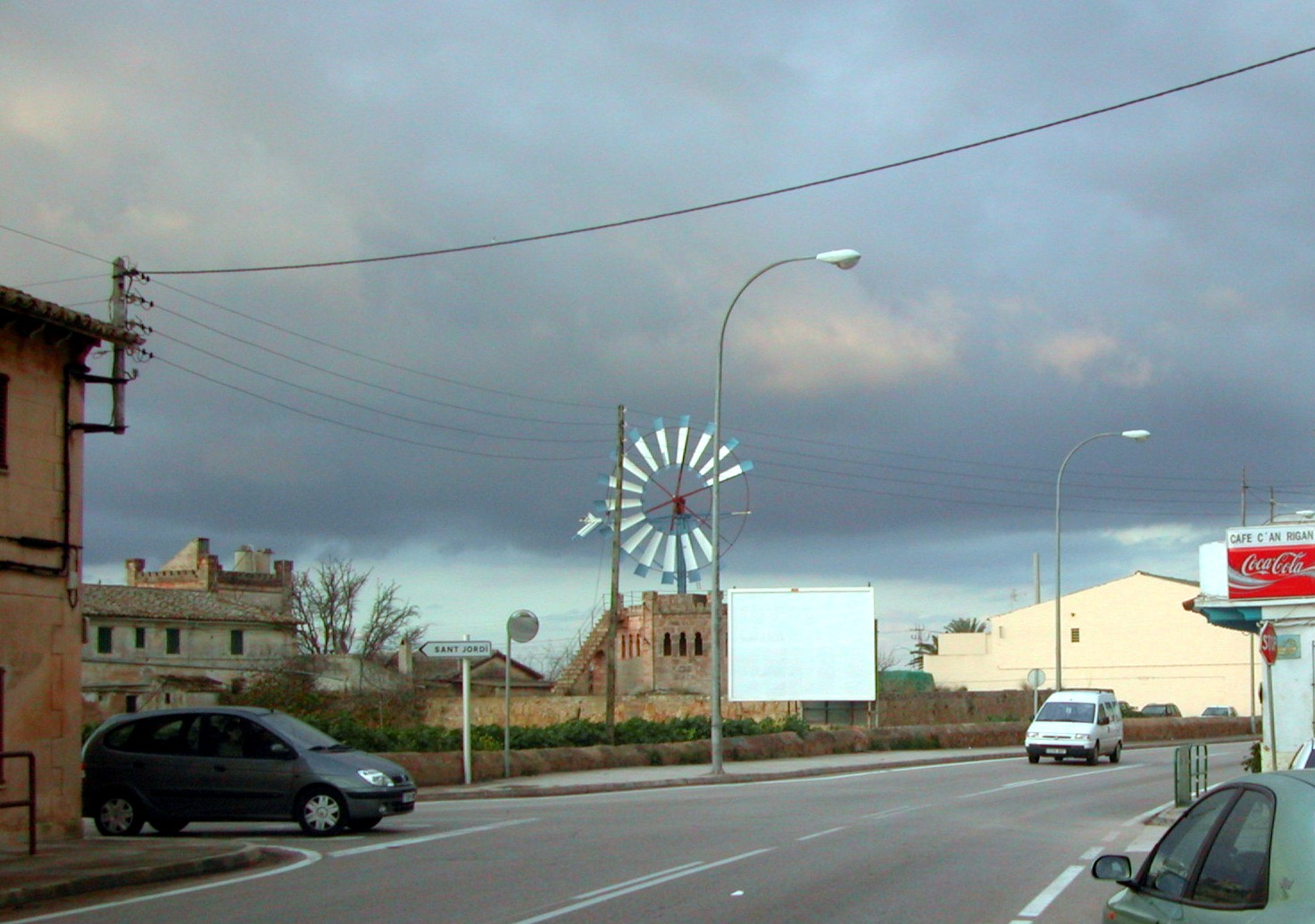
Vista de Sa Casa Blanca

Sa Casa Blanca és un llogaret i barriada de Palma del districte de Llevant. Està situat entre els barris de Sant Jordi, de l'Aeroport de Son Sant Joan, Son Ferriol i s'Aranjassa. El seu nom es deu a un hostal pintat de blanc devora el camí a Manacor, en el límit de les possessions de Son Mir, Son Aixaló, Son Cilis i Son Bauçà.
La possessió de Sa Casa Blanca tenia, l'any 1876, 51 quarterades, la majoria incultivables del Prat de Sant Jordi. Amb la dessecació dels aiguamolls, prosperà l'actual nucli de població, el creixement del qual està actualment condicionat pel trànsit aeri de l'aeroport i el trànsit viari de la carretera de Manacor. L'any 2018 tenia 1.415 habitants. Administritivament les urbanitzacions de Puntiró, Can Morey, Can Valent i Son Pelat Vell formen part del barri de sa Casa Blanca.